# Proemptose
La proemptose est une modification apportée dans le calendrier grégorien à l'équation lunaire pour le calcul de la date de Pâques, afin de tenir compte de l'imperfection du cycle de Méton.
Le calcul de la date des Pâques juliennes est fondé sur les phases d'une lune fictive, la Lune ecclésiastique. Celle-ci repose sur le cycle de Méton, selon lequel il y a 235 mois lunaires en 19 années solaires. Toutefois, le cycle de Méton est imparfait. Il présente un défaut d'un jour tous les 312 ans. Pour corriger cette imperfection, le calcul des Pâques grégoriennes apporte des corrections à la durée de l'année lunaire. Ces corrections portent sur l'épacte. L'épacte est l'âge de la Lune au 1er janvier d'une année donnée, c'est-à-dire le nombre de jours écoulés, au 1er janvier depuis la précédente Nouvelle Lune. Ajouter 1 à l'épacte revient donc à augmenter d'un jour la durée de l'année lunaire.
Les promoteurs du calendrier grégorien auraient pu choisir d'augmenter l'épacte d'un jour tous les 312 ans. Cependant cette mesure n'est pas apparue très pratique. La solution adoptée consiste à augmenter l'épacte d'un jour tous les 300 ans sept fois de suite, puis de faire une dernière augmentation après 400 ans. Ces adjonctions se font sur des années séculaires, en plus, s'il y a lieu, de la métemptose. Le cycle des ajouts porte donc sur 7 × 300 ans + 1 ajout après 400 ans, soit 2 500 ans. Puisqu'il y a 8 adjonctions en 2 500 ans, l'écart moyen des adjonctions est de 2500 / 8 = 312,5 ans, ce qui correspond bien à la dérive moyenne du cycle de Méton.
Le cycle de 25 siècles des proemptoses a commencé en 1800, avec la première proemptose depuis l'instauration du calendrier grégorien en 1582. Les prochaines proemptoses auront lieu lors des années séculaires spécifiées dans la table suivante :
| Année de proemptose | Explication                            |
| ------------------- | -------------------------------------- |
| 1800                | 1re proemptose grégorienne (1er cycle) |
| 2100                | Proemptose après 300 ans (1)           |
| 2400                | Proemptose après 300 ans (2)           |
| 2700                | Proemptose après 300 ans (3)           |
| 3000                | Proemptose après 300 ans (4)           |
| 3300                | Proemptose après 300 ans (5)           |
| 3600                | Proemptose après 300 ans (6)           |
| 3900                | Proemptose après 300 ans (7)           |
| 4300                | Proemptose après 400 ans (2e cycle)    |
| 4600                | Proemptose après 300 ans (1)           |
| 4900                | Proemptose après 300 ans (2)           |
| 5200                | Proemptose après 300 ans (3)           |
| …                   | …                                      |

On notera l'optimisme des créateurs du calendrier qui raisonnent sur des milliers, voire des millions d'années (le cycle des dates de Pâques est supposé stable sur 5 700 000 ans).